# HIT COLLECTION
『HIT COLLECTION』（ヒット・コレクション）は男闘呼組の3枚目のベスト・アルバム。発売元はBMGファンハウス（現・Ariola Japan）。

## 内容
バラード集『BEST OF BALLADS』、前期楽曲作品集『NEW BEST 男闘呼組』に続き、本作は全てのシングル表題曲及びデビュー・シングル『DAYBREAK』のB面を4曲すべて収録したが、「CROSS TO YOU」の両A面曲「ROCKIN' MY SOUL」は未収録となった。更にこれまでどのアルバムにも未収録であった「秋」が初収録、「TOKYOプラスティック少年」が男闘呼組名義アルバムに初収録された。「THURSDAY MORNING」はアルバム・バージョンで収録。全曲リマスタリングが施され、歌詞カードには本作の制作に関わったスタッフが記載されている。

## 収録曲
1. DAYBREAK
2. 秋
3. TIME ZONE
4. CROSS TO YOU
5. DON'T SLEEP
6. ROLLIN' IN THE DARK
7. ANGEL
8. 眠りにつく前に
9. THURSDAY MORNING
  - 6枚目のアルバム『5-2…再認識…』収録バージョン。
10. THE FRONT
11. TOKYOプラスティック少年
12. OVERTURE〜ルート17
13. ロックよ静かに流れよ -Crossin' Heart
14. 第二章 追憶の晩歌
15. Stand Out
16. Midnight Train

## 参加ミュージシャン
- 前田耕陽 - ボーカル、キーボード
- 成田昭次 - ボーカル、ギター
- 高橋一也 - ボーカル、ベース
- 岡本健一 - ボーカル、ギター
  - 江口信夫 - ドラム
  - 平山牧伸 - ドラム
  - 馬飼野康二 - キーボード
  - 田中厚 - キーボード